# Миси (порнографска актриса)
Миси (на английски: Missy) (24 септември 1967 – 16 август 2008) е американска порнографска актриса.
Родена е в град Бърбанк, щата Калифорния, САЩ.
Кариерата ѝ в порнографската индустрия започва през 1994 г. и продължава до 2001 г., когато официално обявява оттеглянето си.
През 2008 г. Mиси почива от свръхдоза наркотици. Семейството ѝ умишлено не е информирало пресата, защото тя не е искала нейните бивши колеги да присъстват на погребението ѝ.

## Награди
Зали на славата и награди за цялостно творчество
- 2002: AVN зала на славата.[2]

Носителка на награди
- 1997: AVN награда за най-добра нова звезда.[2]
- 1997: AVN награда за изпълнителка на годината.[2]
- 1997: XRCO награда за изпълнителка на годината.[3]